# Sykäri
Sykäri är en sjö i Hyvinge stad i Finland.   Den ligger i landskapet Nyland, i den södra delen av landet, 60 km norr om huvudstaden Helsingfors. Sykäri ligger 86,5 meter över havet. Arean är 2 kvadratkilometer och strandlinjen är 9,91 kilometer lång. Sjön  ingår i Vanda å huvudavrinningsområde.   I omgivningarna runt Sykäri växer i huvudsak blandskog. Den sträcker sig 3,1 kilometer i nord-sydlig riktning, och 2,3 kilometer i öst-västlig riktning.